# Амфилохия
Амфилохи́я (греч. Αμφιλοχία) — малый город в Греции, в северо-западной части Этолии и Акарнании. Город расположен амфитеатром на склоне холма на южном берегу бухты Амфилохия (Карвасара) залива Амвракикос, на высоте 14 м над уровнем моря. Административный центр общины Амфилохия в периферийной единице Этолия и Акарнания в периферии Западная Греция. Население 3827 человек по переписи 2011 года.

## История
Город занимает стратегически важное положение, потому что через него проходит единственный путь в Западной Греции (кроме современного подводного туннеля Актион — Превеза) из западной части Центральной Греции в Эпир.
До 1908 года город назывался Карвасарас (греч. Καρβασαράς), затем был переименован в Амфилохию.  В период османского владычества на месте современного города существовала гостиница (караван-сарай), давшая бухте и городу прежнее название (тур. Kervansaray). Современное название город получил от одноимённого древнего полиса, центром которого был Амфилохийский Аргос, расположенный севернее современной Амфилохии. Согласно мифу, Амфилохийский Аргос был основан Амфилохом, сыном Амфиарая и Эрифилы, который вернулся с Троянской войны в Аргос, но вынужден был переселиться в Акарнанию, северная часть которой называлась Амфилохией.
Древняя Амфилохия входила в Этолийский союз.

## Сообщество
Сообщество Амфилохия (Κοινότητα Αμφιλοχίας) создано в 1912 году (ΦΕΚ 261Α). В сообщество входит четыре населённых пункта. Население 4325 человек по переписи 2011 года. Площадь 41,54 квадратных километров.
| Населённый пункт | Население (2011), человек |
| ---------------- | ------------------------- |
| Амфилохия        | 3827                      |
| Лимнея           | 38                        |
| Бука             | 480                       |
| Платос           | 30                        |

## Население
| Год  | Население, человек |
| ---- | ------------------ |
| 1991 | 4556               |
| 2001 | 4129               |
| 2011 | ↘ 3827             |